# Bechstein
Pour les articles homonymes, voir Bechstein (homonymie).

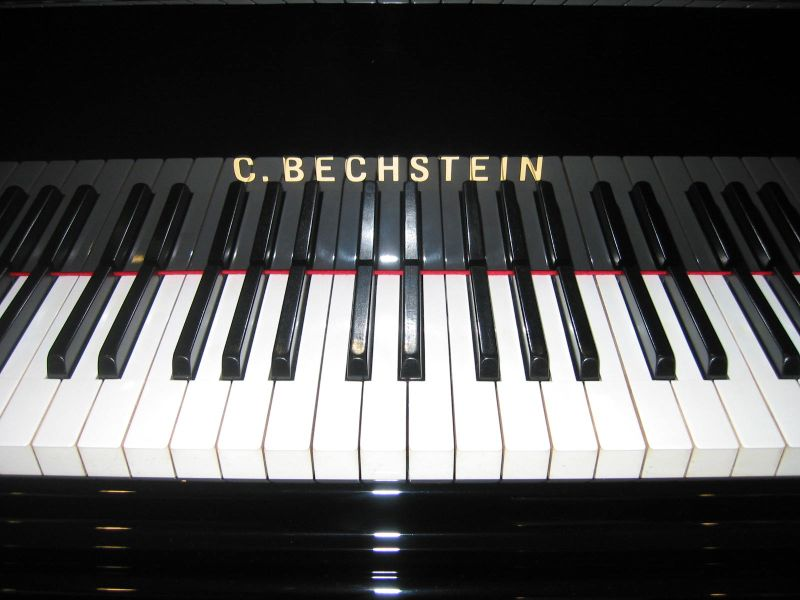

Bechstein est un fabricant allemand de pianos droits et à queue. L'entreprise (de son nom exact : C. Bechstein Pianoforte AG Berlin) a été fondée à Berlin le 1er octobre 1853 par Carl Bechstein.
Les instruments des marques C. Bechstein et Bechstein Academy sont aujourd’hui fabriqués à Seifhennersdorf, en Saxe. Les instruments de la marque W. Hoffmann sont quant à eux produits depuis 2007 en République tchèque par C. Bechstein Europe, une filiale de C. Bechstein Berlin.
Avec une production d’environ cinq mille instruments par an, Bechstein est le plus grand fabricant de pianos européen.

## Histoire de C. Bechstein

### Débuts de l’entreprise

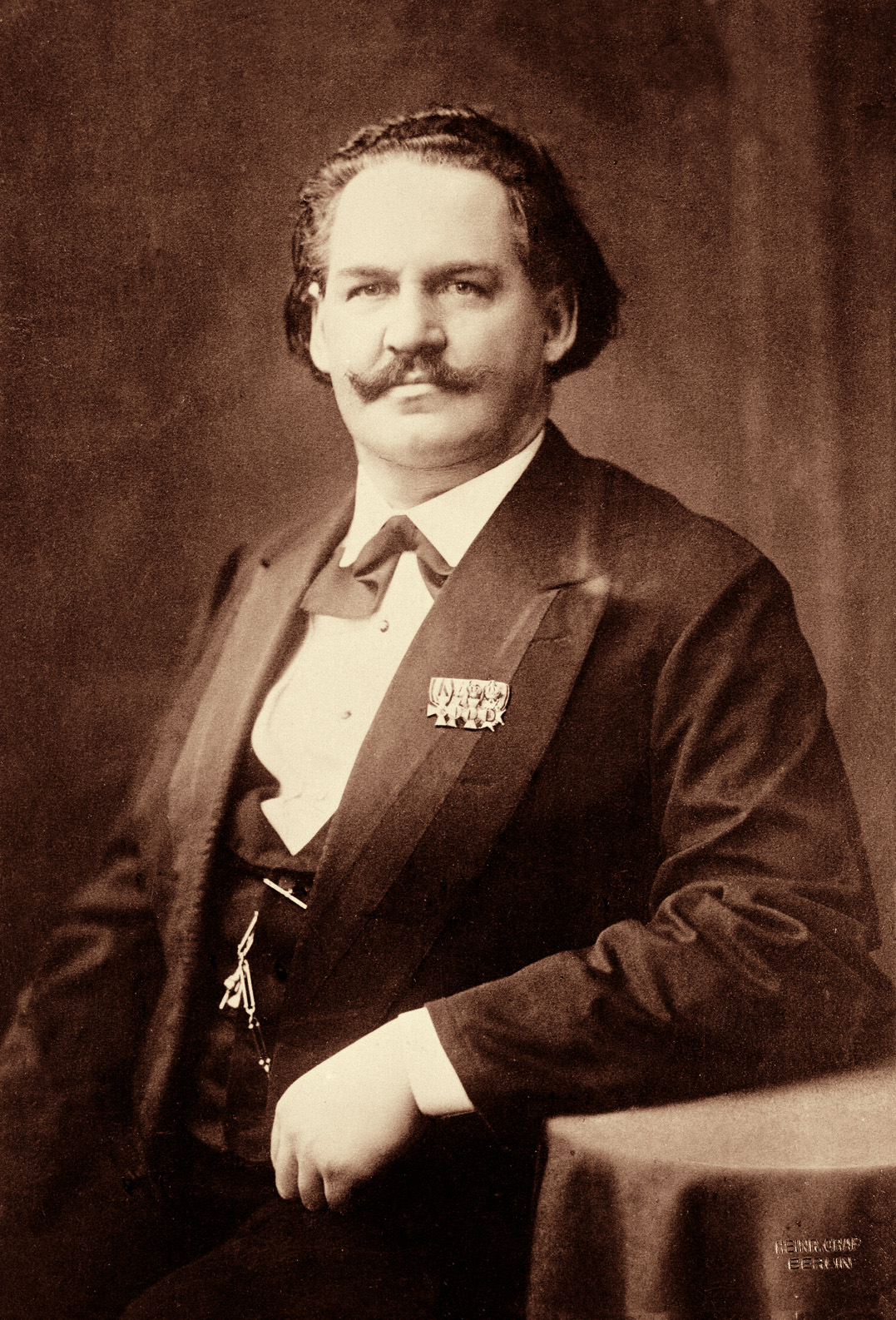
Carl Bechstein, fondateur de l'entreprise

Carl Bechstein fonde son entreprise en 1853 et travaille seul dans un premier temps, produisant 176 pianos en l’espace de six ans. En 1856, il fabrique un premier piano à queue de concert qu’il livre à Hans von Bülow. La solidité de ces instruments, parfaitement exceptionnelle pour l’époque, fait que Bechstein devient rapidement célèbre.
L’entreprise prend véritablement son essor en 1861. À la fin de la décennie, Carl Bechstein exporte une grande partie de sa production, notamment en Grande-Bretagne et en Russie. L’entreprise produit environ cinq cents pianos par an à partir de 1870. Un nouveau site de production ouvre à Berlin en 1882 et un troisième en 1897.
Carl Bechstein compte parmi ses clients des Cours royales et impériales, de grands conservatoires et des organisateurs de concerts. Son renom considérable contribue à dynamiser les ventes. Un magasin avec salle de concert ouvre à Londres en 1901. (Bechstein en sera exproprié durant la Première Guerre mondiale, le bâtiment devenant alors l’actuel Wigmore Hall.) Au début du XXe siècle, l’entreprise s’implante également à Paris et Saint-Pétersbourg.

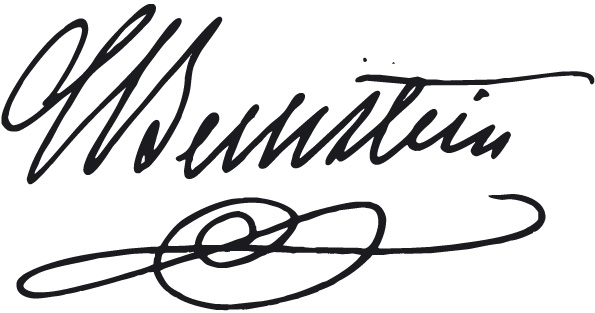
Signature de Carl Bechstein

Par la qualité de ses instruments, Carl Bechstein s’attache la fidélité des plus grands compositeurs de son époque (Franz Liszt et Richard Wagner). Parmi les grands musiciens également « fans » des pianos à queue C. Bechstein, citons notamment Claude Debussy, Wilhelm Backhaus, Walter Gieseking, Artur Schnabel, Wilhelm Furtwängler, Wilhelm Kempff et Jorge Bolet.

### Après la mort du fondateur
Carl Bechstein meurt en 1900 et ses trois fils lui succèdent à la tête de l’entreprise : Edwin (né en 1859) devient directeur technique, Carl junior (né en 1860) directeur commercial ; Johannes (né en 1863) mourra en 1906. L’entreprise est en pleine expansion à cette époque puisqu’elle emploie huit cents personnes et produit 4 500 pianos par an. Elle change de statut juridique en 1906 et devient une société en nom collectif.
La Première Guerre mondiale marque une césure pour Bechstein : l’entreprise est expropriée sans dédommagement de ses magasins situés à l’étranger, tandis que la production chute de manière spectaculaire. En 1923 — année de l’hyperinflation en Allemagne —, Bechstein change à nouveau de statut et devient une société anonyme.
Edwin Bechstein et sa femme Helene soutiennent activement Adolf Hitler, notamment en lui permettant d’accéder à la haute société de Munich et Berlin, ce qui permet à l’agitateur d’accroître considérablement son influence. Néanmoins, l’entreprise ne bénéficiera aucunement des contacts de la direction avec les plus hauts dirigeants nazis. C’est même plutôt le contraire qui va se passer puisque l’antisémitisme notoire d’Helene Bechstein va pousser de grands clients à tourner le dos à l’entreprise, Edwin Bechstein, mort en 1934 dans sa villa de Berchtesgaden, bénéficiera néanmoins de funérailles nationales à Berlin.
Bien que frappée par la grande crise économique de 1929, Bechstein participe à l’Exposition universelle de Barcelone et y expose un piano à queue entièrement doré. L’entreprise, qui cherche alors à diversifier sa production, fabrique le premier piano électro-acoustique au monde, baptisé « Neo-Bechstein ». Cette prouesse technique ne suffit toutefois pas à redresser la situation, puisque la production tombe à 3 900 instruments entre 1935 et 1940. Durant la Seconde Guerre mondiale, Bechstein fabrique également des hélices d’avions.

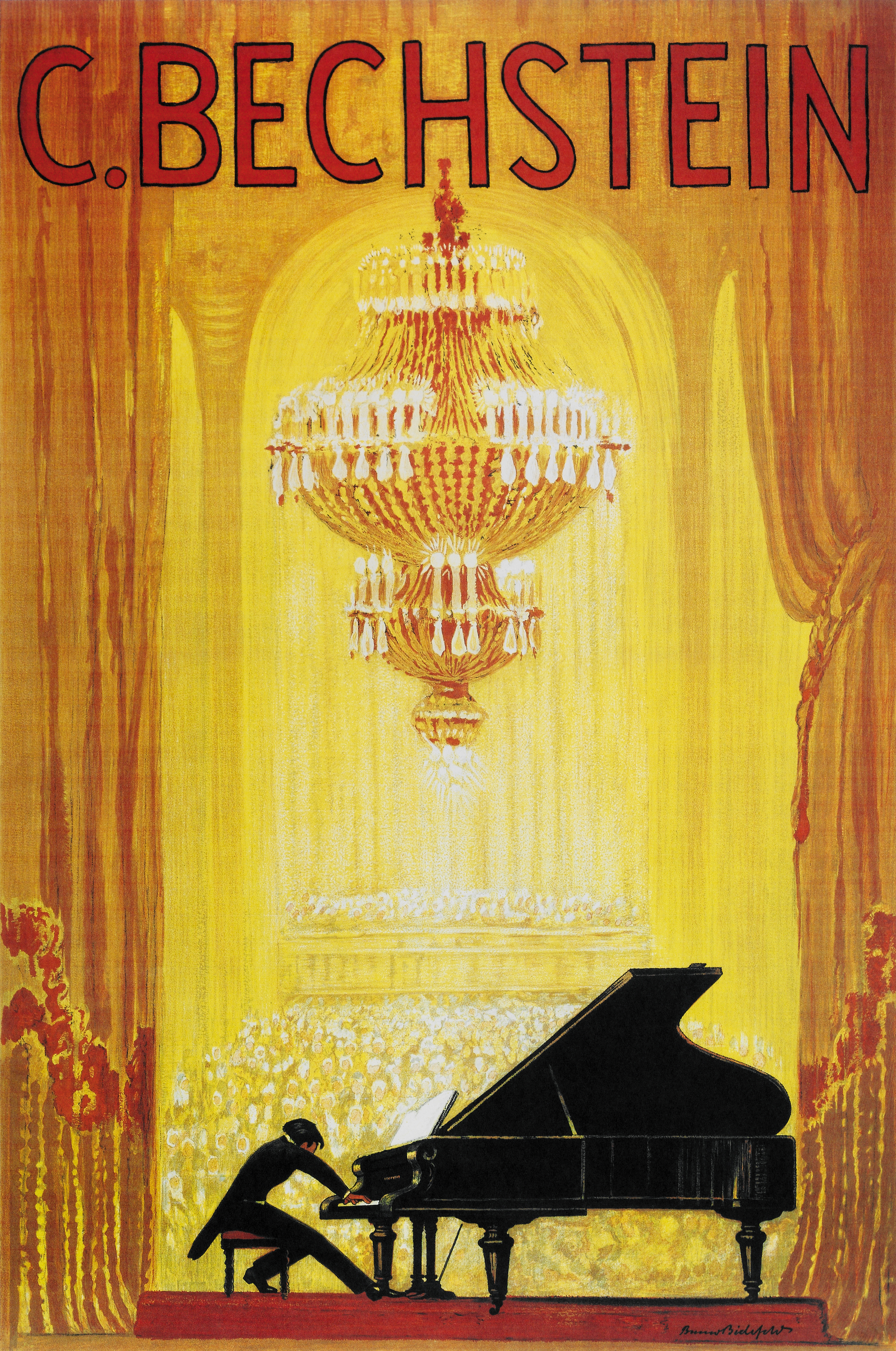
Affiche C. Bechstein des années 1920

### Après la Seconde Guerre mondiale
Dans le cadre des mesures de dénazification, les autorités d’occupation américaines réquisitionnent ce qui reste des capacités de production Bechstein et placent l’entreprise sous tutelle jusqu’en 1951. Le chiffre d’affaires reste faible mais l’entreprise continue d’exister et peut même brillamment célébrer son centenaire en 1953.
Après l’ouverture d’un second site de production à Karlsruhe en 1959, Bechstein produit jusqu’à un millier d’instruments par an dans les années 1960, et ouvre bientôt un troisième site à Eschelbronn, également dans le Bade-Wurtemberg.
L’entreprise change à nouveau de statut légal en 1973 pour devenir une société anonyme à responsabilité limitée. Elle est alors dirigée par des Américains, ce qui présente l’avantage de faciliter la vente des pianos C. Bechstein aux États-Unis.
En 1986, Karl Schulze, facteur de pianos allemand, rachète Bechstein et concentre toutes les activités de l’entreprise à Berlin-Kreuzberg. Quatre ans plus tard, les marques Euterpe et W. Hoffmann intègrent à leur tour le groupe Bechstein.
La réunification allemande permet à Schulze de racheter également le site de Seifhennersdorf, en Saxe, qui produisait auparavant les pianos Zimmermann. Cette marque fondée à Leipzig en 1884 a été exploitée dans l’ancienne Allemagne de l’Est par l’entreprise nationalisée VEB Sächsische Pianofortefabrik. Les marques bas de gamme Euterpe et W. Hoffmann sont également produites en Saxe entre 1994 et la délocalisation de la production en Extrême-Orient.
Après un dépôt de bilan en 1994, la faillite[4] est évitée de justesse lorsque les autorités du land de Berlin rachètent le site berlinois. L’entreprise concentre alors toute sa production sur le site de Seifhennerdorf, tandis que les bureaux de la direction restent dans la capitale allemande. Bechstein va investir dans les années suivantes près de vingt millions d’euros sur le site saxon afin d’y produire exclusivement des pianos droits et à queue haut de gamme.
En 1996, l’entreprise redevient une société anonyme cotée en Bourse.

### Bechstein aujourd’hui
Réalisant depuis toujours un grand chiffre d’affaires à l’exportation, Bechstein cherche au début du XXIe siècle à renforcer sa présence sur les marchés asiatique et américain. C’est pourquoi l’entreprise s’engage en 2003 dans un partenariat stratégique avec le fabricant d’instruments de musique sud-coréen Samick. Deux ans plus tard, la coopération Bechstein/Samick change de forme et le fabricant asiatique n’est plus qu’un investisseur financier. Lors de l’élection du conseil de surveillance durant l’assemblée générale de 2009, le représentant de Samick est remplacé par Daniel Ralf Schmitz.
Samick se retire totalement de Bechstein lorsque l’entreprise augmente son capital en novembre 2009, La majorité des actions sont désormais concentrées dans les mains de la famille Freymuth (des entrepreneurs berlinois), ainsi que dans celles de Karl Schulze et son épouse Berenice Küpper.
En 2011, le groupe C. Bechstein réalise un chiffre d’affaires de 34,5 millions d’euros et un bénéfice de 2,2 millions. Deux ans plus tard, à l’occasion du 160e anniversaire de l’entreprise, Bechstein produit une réplique entièrement dorée d’un modèle de style Louis XV.
L’entreprise se concentre maintenant sur le développement des sites de production allemand (Seifhennersdorf, 140 employés) et tchèque (Hradec Kràlové, 160 employés), ainsi que sur l’amélioration continue des produits et la transmission du savoir-faire aux jeunes générations.
Bechstein, qui a retrouvé son statut de partenaire privilégié des salles de concert, affirme sa présence dans les studios d’enregistrement et intensifie ses activités à l’étranger : Bechstein assure directement la commercialisation des instruments en Asie et aux États-Unis, tout en développant son réseau de revendeurs dans le monde entier. Certains magasins à l’étranger s’inspirent d’ailleurs des quatorze C. Bechstein Centers fonctionnant en Allemagne.
C. Bechstein AG, Kuthe GmbH, Karl Schulze et Berenice Küpper sont à l’origine de la Carl-Bechstein-Stiftung, fondation ayant pour objectif de favoriser l’apprentissage du piano dans les milieux défavorisés.

## Marques et sites de production
Les pianos de la marque C. Bechstein (la classe « chef-d’œuvre ») sont produits sur le site de Seifhennersdorf, Allemagne, accessible au public dans le cadre de visites guidées. Les instruments Bechstein Academy y ont également été fabriqués jusqu’en 2012, date de leur absorption par la marque C Bechstein afin de rassembler tous les produits sous une marque commune.
Depuis 2007, les instruments de la marque W. Hoffmann sont produits à Hradec Kràlové, en République tchèque, par C. Bechstein Europe s.r.o., filiale à 100 % de C. Bechstein Berlin.
La marque « Zimmermann designed by Bechstein » a rejoint le groupe en 2012. Ces instruments sont fabriqués en Chine.
Les marques Euterpe et Wilh. Steinmann ont été fabriqués en Indonésie et en Chine jusqu’à l’arrêt de la production en 2009.
Le centre de recherche et développement Bechstein, basé en Allemagne, permet à l’entreprise de s’adapter rapidement à l’évolution de la demande. Avec pour résultat le contrôle de 17 % du marché allemand des pianos et un fort chiffre d’affaires à l’exportation.

## Sponsoring
En mars 2006, Bechstein a organisé le premier Concours international de piano Carl-Bechstein, placé sous le patronage de Vladimir Ashkenazy. Les épreuves ont eu principalement lieu au Conservatoire Folkwang d’Essen. Les lauréats ont reçu des prix en numéraire et sous forme de cachets pour des concerts.
Parmi les autres activités de sponsoring de l’entreprise, citons : le Concours Robert-Schumann organisé au Conservatoire supérieur de Düsseldorf (2009), le Concours C. Bechstein des conservatoires du Bade-Wurtemberg (Mannheim 2009), le Concours C. Bechstein du Conservatoire supérieur de musique et théâtre de Hanovre (2010) et le Concours C. Bechstein des conservatoires du Bade-Wurtemberg (Trossingen 2011).

## Bechstein et les grands pianistes
De nombreux pianistes ont enregistré sur des pianos Bechstein. Tel fut le cas dans les années 1930 d'Artur Schnabel (toutes les sonates de Beethoven, enregistrées chez HMV) et Edwin Fischer (Le Clavier bien tempéré de Bach, également chez HMV). Après la Seconde Guerre mondiale, Jorge Bolet et Dinu Lipatti ont eux aussi choisi Bechstein (enregistrements Decca Records et EMI Classics). Trois pianistes de jazz (Joachim Kühn, Paul Kuhn et Oscar Peterson) ont également enregistré sur pianos Bechstein. En ce qui concerne les musiciens pop ayant enregistré sur Bechstein — notamment aux studios Trident et Abbey Road —, on se contentera de mentionner les Beatles (Hey Jude et Album blanc), David Bowie, Chilly Gonzales, Freddie Mercury (A Night at the Opera, avec Queen), Supertramp, Elton John (Your Song) et Peter Gabriel. Parmi les pianistes classiques contemporains fidèles à la marque, on peut citer Boris Bloch, Aldo Ciccolini, Michel Dalberto, Abdel Rahman El Bacha, Shani Diluka, Pavel Gililov, Konstantin Lifschitz, Sofiane Pamart, David Theodor Schmidt et Haiou Zhang. En France, le studio d’enregistrement Parisien Ever Estudio propose à sa clientèle un Bechstein B212 de 1913. 

## Caractéristiques
- Les caractéristiques tonales d'un Bechstein sont la clarté et la finesse dans les aigus, alors que les basses offrent des fréquences fondamentales solides plutôt que des harmoniques.
- Tous les pianos récents ont une mécanique Renner, une table d'harmonie en épicéa de Bavière et des chevalets en pin Delignit. Le cordage emploie systématiquement des agrafes.
- Les pianos à queue de concert Bechstein sont équipés de cordes simples (plus grande stabilité de l'accord).

## Filmographie
- Flügel für den Weltmarkt (portrait de l’entreprise C. Bechstein), http://www.unternehmerpositionen.de/rubriken/positionen/2012-06/fluegel-fuer-den-weltmarkt/
- Ein Klavier geht um die Welt, documentaire, Allemagne, 2008, 45 min. Réalisation : Michael Busse et Maria-Rosa Bobbi. Diffusé pour la première fois par WDR le 28 avril 2008.

## Verbatim
- Franz Liszt: Voilà maintenant vingt-huit ans que je joue sur vos pianos et ils ont toujours conservé leur supériorité.
- Pablo de Sarasate: Le Bechstein est le Stradivarius du piano.
- Hans von Bülow: Le Bechstein est au pianiste ce que le Stradivarius ou l'Amatin est au violoniste.
- Claude Debussy: On ne devrait composer de musique de piano que pour les Bechstein.
- Béla Bartok: À la maison Bechstein, avec tous mes remerciements pour leurs magnifiques instruments (photo dédicacée).
- Richard Strauss: Je considère que les pianos Bechstein sont les plus beaux et les plus perfectionnés du monde.
- Serge Rachmaninoff: Par sa noblesse et sa merveilleuse sonorité, sa souplesse idéale et ses incomparables possibilités, le piano Bechstein de concert m'inspire le plus grand enthousiasme. Avec un tel instrument, un artiste doit être capable d'atteindre la plus haute perfection.
- Wilhelm Kempff: Je ne peux vraiment m'exprimer que sur un Bechstein.